# Lupin III

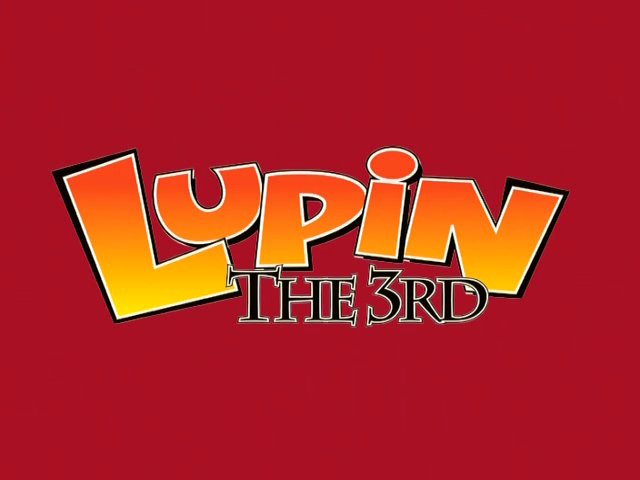
Lupin III logotyp (engelska)

Lupin III (ルパン三世) är en av Japans populäraste och mest långlivade tecknade serier, om gentlemannatjuven med samma namn.

## Mangan
Mangan skapades 1967 av pseudonymen Monkey Punch som en satirisk vuxenserie. Huvudpersonen Arsène Lupin III anges vara den franske gentlemannatjuven Arsène Lupins japanskfödde sonson. Tillsammans med sina två kumpaner, prickskytten Jigen och samurajen Goemon, och sin fästmö Fujiko Mine, råkar Lupin ut för mer eller mindre absurda äventyr. I hasorna har de ständigt den envetne kommissarie Zenigata, som har svurit att sätta fast den av Interpol efterlysta ligan.
Lupin utmärker sig inte bara för sin fallenhet för spektakulära stötar, utan är också en kvinnokarl av rang, och bilälskare. Ligan kör vanligtvis runt i en kanariegul, alldeles för liten Fiat 500, men Lupin har även en gammal Mercedes Benz och lånar ibland Fujikos hundkoja.
Huvudartikel: Lupin III (manga).

## TV-serier

### Första serien

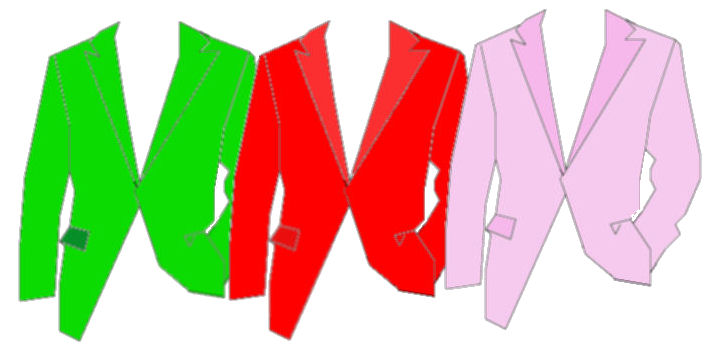
Lupins många kavajer.

Lupin III överfördes till en tecknad tv-serie av Tokyo Movie Shinsha redan 1971, och tillhörde då den första vågen av mer "vuxna" tecknade tv-serier i Japan. Den ursprungliga serien på 23 avsnitt hade låga tittarsiffror, men ökade i popularitet för varje reprisering under 1970-talets lopp.

### Andra serien
1977 hade Lupin III nått en sådan popularitet på tv att en ny serie, Lupin III Part II, började produceras, också denna gång av Tokyo Movie. Serien sändes i 155 avsnitt fram till att den lades ned 1980. Avsnitt 99 var första gången som en tecknad serie sändes i stereo i Japan, även om mycket få mottagare ännu hade stöd för stereoljud på den tiden. Efter avsnitt 103 övergick serien helt till att sändas i stereo, men många av originalljudbanden har gått förlorade, varför dvd-utgåvorna idag är i mono.

### Tredje serien
Efter framgången för biofilmen Slottet i Cagliostro blev Lupin III etablerad även i de bredare folklagren, och ännu en serie, Lupin III Part III, gjordes därför för tv. Teckningsstudion var den samma, och serien fick premiär i mars 1984 och sändes i sammanlagt 50 avsnitt fram till december 1985. I denna serie byter Lupin sin gröna kavaj mot en i rosa.

### The Woman Called Fujiko Mine
En fjärde serie, Lupin the Third: The Woman Called Fujiko Mine, hade premiär den 4 april 2012, och sändes i 13 avsnitt. Den här serien handlar om Fujiko Mine, och är den första där Lupin inte innehar huvudrollen.

### Femte serien
En femte serie, Lupin III Part IV (Lupin III - L'avventura italiana) hade premiär i oktober 2015 i japan och internationellt i januari 2016. Serien följer Lupin i Italien, han har en blå jacka.

## Filmatiseringar
- 1978: Lupin III: Venezia-chōtokkyū (ルパン三世 ベネチア超特急)

Egentligen det åttonde avsnittet av andra tv-serien, omklippt och överförd till 35 mm film.
- 1978: Lupin den otrolige (ルパン三世 ルパンVS複製人間, Lupin vs. fukuseiningen)

Den första riktiga biofilmen. Utgiven svensktextad av Walthers video i början av 1980-talet.
- 1979: Slottet i Cagliostro (ルパン三世 カリオストロの城)[1]

Lupins stora publikgenombrott. Regisserad av Hayao Miyazaki.
- 1985: Lupin III: Babylon no ōgondensetsu (ルパン三世 バビロンの黄金伝説)[2]
- 1987: Lupin III: Fūma-ichizoku no inbō (ルパン三世 風魔一族の陰謀)[3]
- 1995: Lupin III: Kutabare Nostradamus! (ルパン三世 くたばれ!ノストラダムス)
- 1996: Lupin III: Dead or alive (ルパン三世 DEAD OR ALIVE)
- 2002: Lupin III: Ikiteita majutsu-shi (ルパン三世 生きていた魔術師)
- 2008: Lupin III: Green vs. Red (ルパン三世 GREEN vs RED)
- 2013: Rupan Sansei vs. Meitantei Konan The Movie (ルパン三世VS名探偵コナン)
- 2014: Lupin III: Jigen Daisuke no Bohyō

En uppföljare till The Woman Called Fujiko Mine.

## TV-filmer
- 1989: Bye-Bye Liberty "Baibai Ribatī – Kiki Ippatsu!" (バイバイ·リバティー危機一発!)
- 1990: The Mystery of the Hemingway Papers "Heminguwei Pēpā no Nazo" (ヘミングウェイペーパーの謎!)
- 1991: Steal Napoleon's Dictionary "Naporeon no Jisho o Ubae" (ナポレオンの辞書を奪え)
- 1992: From Russia with Love "Roshia yori Ai o Komete" (ロシアより愛をこめて)
- 1993: Orders to Assassinate Lupin "Rupan Ansatsu Shirei" (ルパン暗殺指令)
- 1994: Burn, Zantetsuken! "Moeyo Zantetsuken" (燃えよ斬鉄剣)
- 1995: The Pursuit of Harimao's Treasure "Harimao no Zaihō o Oe!!" (ハリマオの財宝を追え!!)
- 1996: The Secret of Twilight Gemini "Towairaito Jemini no Himitsu" (トワイライト☆ジェミニの秘密)
- 1997: In Memory of the Walther P38 "Warusā P38 ~In Gedenken an die Walther P38~" (ワルサーP38)
- 1998: Memories of the Flame: Tokyo Crisis "Honō no Kioku ~Tokyo Crisis~" (炎の記憶 ~TOKYO CRISIS~)
- 1999: The Columbus Files "Ai no Da Kāpo – Fujiko's Unlucky Days" (愛のダ·カーポ ~ FUJIKO's Unlucky Days)
- 2000: $1 Money Wars "1 Doru Manē Wōzu" (1$マネーウォーズ)
- 2001: Alcatraz Connection "Arukatorazu Konekushon" (アルカトラズコネクション)
- 2002: Episode 0: First Contact "Episode: 0 Fāsuto Kontakuto" (EPISODE:0(ゼロ) ファーストコンタクト)
- 2003: Operation: Return the Treasure "Otakara Henkyaku Dai-sakusen!!" (お宝返却大作戦!!)
- 2004: The Copy Cat is a Midsummer's Butterfly "Nusumareta Rupan ~Copī Kyatto wa Manatsu no Chō~" (盗まれたルパン ~コピーキャットは真夏の蝶~)
- 2005: Fragments of a Dream Are the Scent of Murder "Tenshi no Takutikusu ~Yume no Kakera wa Koroshi no Kaori~" (天使の策略(タクティクス) ~夢のカケラは殺しの香り~)
- 2006: Seven Days Rhapsody "Sebun Deizu Rapusodi" (セブンデイズ·ラプソディ)
- 2007: Elusiveness of the Fog "Kiri no Eryūshivu" (霧のエリューシヴ)
- 2008: Sweet Lost Night "Sweet Lost Night ~Mahō no Ranpu wa Akumu no Yokan~" (sweet lost night 〜魔法のランプは悪夢の予感〜)
- 2009: Lupin III vs. Detective Conan "Rupan Sansei vs Meitantei Konan" (ルパン三世 vs 名探偵コナン)
- 2010: The Last Job
- 2011: Blood Seal - Eternal Mermaid "Chi no Kokuin - Eien no Māmeido" (血の刻印 〜永遠のMermaid〜)
- 2012: Record of Observations of the East - Another Page "Tōhō kenbunroku - Anazā Pēji" (東方見聞録 〜アナザーページ〜)
- 2013: Princess of the Breeze - Hidden City in the Sky "Purinsesu obu za Burizu - Kakusareta Kūchū Toshi" (princess of the breeze ～隠された空中都市～)
- 2016: Italian Game "Itarian Gēmu" (～イタリアン・ゲーム～)